# Прометей (журнал)
«Прометей» (фр. «Prométhée») — еміграційний кавказький часопис, що виходив у 1920-х — 1930-х роках.
Перший номер журналу вийшов у листопаді 1926 року в Парижі. Підзаголовок звучав: «Орган національної оборони народів Кавказу, а також України і Туркестану». Часопис виходив щомісяця французькою мовою. Його підтримували організаційно і фінансово уряди Франції та Польщі в рамках розвитку прометейського руху. 
Журнал став друкованим органом Комітету незалежності Кавказу. Редакційна колегія складалася з трьох редакторів, які представляли окремі національні секції  Комітету, тобто грузинську, азербайджанську і північнокавказьку. Функції головного редактора займав до 1938 грузин Георгій Ґвазава. Іншими членами редакції були азербайджанець Мір-Яків Мєхтєєв і чеченець Ібрагім Чуліков як представник народів Північного Кавказу. Представник української еміграції, Олександр Шульгин, колишній міністр закордонних справ Української Народної Республіки, виконував функцію редактора-консультанта. У 1927 співпрацю з «Прометеєм» налагодила туркестанська еміграція, що представляла народи радянської Центральної Азії. Від неї до складу редакції увійшов Мустафа Шокай.
Авторами статей і фейлетонів крім кавказьких емігрантів були також відомі політики з європейських країн. Їх метою було привернення уваги громадської думки країн Західної та Центрально-Східної Європи до проблем народів Кавказу, завойованих та репресованих Радянською Росією, та їхніх національно-визвольних прагнень. 
Журнал мав три частини: перша складалася з текстів, що стосувалися стану та внутрішньої політики СРСР, друга містила тексти, присвячені окремим народам, «котрі борються за свою свободу», а в третій публікувалася кореспонденція, яка приходила до редакції з різних країн, огляд публікацій, що стосуються кавказької проблематики і хроніка діяльності «прометейських» організацій. 
Редакція «Прометея» крім того організовувала літературні вечори, проводила бенкети, спеціалізовані семінари і публічні лекції. Проводилися також міжнародні акції антирадянського характеру, наприклад, організування у 1932 в Амстердамі міжнародного мирного конгресу на захист від СРСР. Або після прийняття Радянського Союзу до Ліги Націй у 1934 розробка петиції, підписаної діячами кавказької еміграції, яка була доставлена в Женеву головним редактором Г. Ґвазавою. 
У травні 1938 року. з ініціативи польської влади був частково змінений склад редакції журналу. Головним редактором став О. Шульгин. Змінено також формат часопису і назву на «La Revue de Prométhée». Це було пов'язано з розвитком міжнародної ситуації, зокрема, підтримкою Третім Рейхом українських націоналістів. У цій ситуації поляки мали намір сильніше пов'язати з прометейським рухом, а фактично — зі своєю політикою, інші частини української еміграції. Журнал перестав виходити у 1940 році.

## Зовнішні посилання
- Співпраця кавказької та української еміграції  (рос.)